# Distrikt Sipitang
Der Distrikt Sipitang ist ein Verwaltungsbezirk im malaysischen Bundesstaat Sabah. Verwaltungssitz ist die Stadt Sipitang. Der Distrikt ist Teil des Gebietes Interior Division, zu dem die Distrikte Beaufort, Keningau, Kuala Penyu, Nabawan, Sipitang, Tambunan und Tenom gehören. Im Süden grenzt der Distrikt an den malaysischen Bundesstaat Sarawak, an die Brunei Bay und an Kalimantan Indonesia.

## Demographie
Sipitang hat 37.828 Einwohner (Stand: 2020). Die Bevölkerung des Distrikts Sipitang laut der letzten Zählung im Jahr 2010 betrug 34.862 Einwohner und bestand aus etwa 60 % Kedayan, 30 % Murut und Lundayeh, 10 % bruneiischen Malaien sowie Chinesen. Die Bevölkerung verteilt sich folgendermaßen auf die größeren Gemeinden und das Gesamtgebiet des Distrikts (2010):
| Distrikt Sipitang | 34.862 Einwohner |
| ----------------- | ---------------- |
| Malaman           | 32               |
| Mesapol           | 888              |
| Sindumin          | 115              |
| Sipitang          | 4.298            |
| übriges Gebiet    | 29.529           |

## Verwaltungssitz
Verwaltungssitz des Distrikts ist die Stadt Sipitang.

## Gliederung des Distrikts
Der Distrikt Sipitang umfasst neben der Stadt Sipitang eine Vielzahl von Kleinstädten und Siedlungen (kampung, kg.), wie zum Beispiel
- Sindumin (vormals Kuala Mengalong)
- Kg. Banting
- Kg. Pengiran Omar
- Kg. Merintama
- Kg. Meligan
- Bandar Sipitang